# Krajowa Konfederacja Pracy
Krajowa Konfederacja Pracy (Confederación Nacional del Trabajo, CNT) – hiszpańska anarchosyndykalistyczna centrala związków zawodowych należąca do Międzynarodowego Stowarzyszenia Pracowników. Odgrywa istotną rolę w ruchach społecznych związanych z anarchizmem. Koncentruje się na zasadach samorządności, federalizmu i pomocy wzajemnej.

## Cele CNT
W 1977 roku ustalono, że celem związku jest:
- „A. Działalność na rzecz rozpropagowania wśród robotników ducha współpracy; uświadomienia im, że tylko w ten sposób mogą oni polepszyć swój status moralny i materialny w obecnym społeczeństwie oraz położyć podwaliny swojego pełnego wyzwolenia w przyszłości dzięki zdobyciu środków produkcji i konsumpcji.
- B. Praktykowanie pomocy wzajemnej pomiędzy sfederowanymi grupami (…)
- C. Ustanowienie relacji pomiędzy tymi stowarzyszeniami robotników, krajowych i międzynarodowych, w celu wspólnej działalności prowadzącej ku pełnemu wyzwoleniu robotników.”

## Struktura
Struktura CNT opiera się na tzw. federacjach lokalnych, czyli stowarzyszonych ze sobą związkach zawodowych danej miejscowości, koordynowanych przez komitet lokalny, wybierany przez delegatów związków wchodzących w skład federacji lokalnej, według instrukcji związkowców.
Federacje lokalne łączą się w federacje komarkalne, a te z kolei w federacje regionalne. Obecnie istnieje 11 federacji regionalnych – Andaluzja, Aragonia-La Rioja, Asturia-León, Wyspy Kanaryjskie, Katalonia-Baleary, Centrum (kraju), Estremadura, Galicja, Lewant, Murcja, Północ (kraju).

## Historia

### Pierwsze lata
Hiszpański ruch anarchistyczny, w pierwszych latach swego istnienia, nie miał ogólnokrajowej organizacji. Juan Gómez Casas tak pisał o organizacjach anarchistycznych przed powstaniem CNT:

Po okresie rozbicia i dezorganizacji ruchu anarchistycznego Federacja Robotników Hiszpanii (Federación de Trabajadores de la Región Española) przestała istnieć, a w jej miejsce powstała Organizacja Anarchistyczna Hiszpanii (Organización Anarquista de la Región Espańola). Następnie w 1890 roku przekształciła się w Pakt Pomocy i Solidarności ( Pacto de Ayuda y Solidaridad) i w 1896 roku została rozwiązana przez państwo dzieląc się na małe stowarzyszenia robotnicze. Pozostałości po FRE dały początek Solidarności Robotniczej w 1907 roku będącej bezpośrednią poprzedniczką CNT.

W pierwszych latach XX w. uznano, że stworzenie ogólnokrajowej organizacji pracowniczej zapewni ruchowi siłę i jedność. W okresie przywrócenia monarchii Burbonów ruch robotniczy zjednoczył się wokół partii PSOE i związku zawodowego UGT. Źródłem tak wielkiej siły ruchów pracowniczych była działalność współtwórców Solidarności Robotniczej José Prata i Ricarda Melli zwolenników anarchosyndykalizmu, którzy położyli fundamenty pod anarchistyczny ruch związkowy.
CNT powstała w roku 1910 na kongresie katalońskiej Solidarności Robotniczej. Jej celem było stworzenie wyraźnej alternatywy wobec socjalistycznego UGT i „przyspieszenie emancypacji ekonomicznej klasy robotniczej poprzez wywłaszczenie burżuazji...”. Początkowo liczyła 300 000 członków.

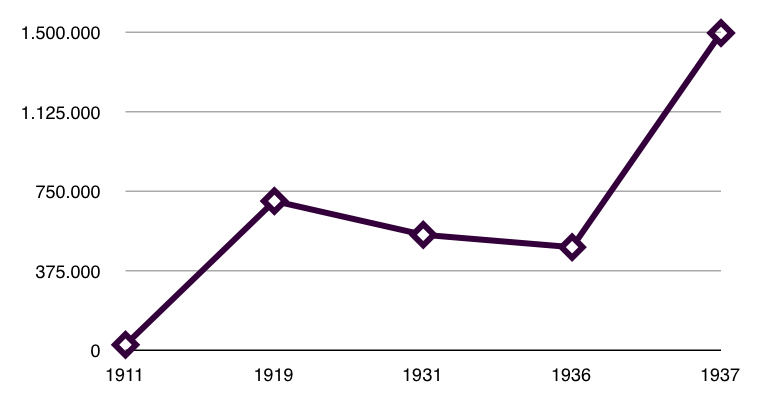
Wykres przedstawiający liczebność członków CNT w latach 1911–1937

W 1911 roku na pierwszym kongresie związku wezwała do strajku generalnego za co została zdelegalizowana. Od 1916 roku anarchosyndykaliści zmienili swoje nastawienie do UGT, nawiązując z nimi przyjazne relacje. Wyrazem porozumienia było wspólne wezwanie do strajku generalnego w następnym roku. Na II kongresie w 1919 roku rozważano możliwość połączenia obu organizacji, aby osiągnąć jak największą zwartość ruchu robotniczego. Zadecydowano też o tymczasowym wstąpieniu do III Międzynarodówki. Jednak sprzeciw Angela Pestañi po wizycie w ZSRR doprowadził w 1922 roku do wycofania się z tej organizacji.

### Szczyt popularności
W 1918 wzrosło znaczenie związku spowodowane kryzysem w katalońskim przemyśle, przez który wielu robotników niezadowolonych ze swojej sytuacji przystąpiło do CNT. Anarchosyndykaliści odegrali też znaczną rolę w organizacji strajku La Canadiense. Wtedy też nastąpił wybuch fali przemocy pomiędzy robotnikami a właścicielami fabryk, co dało początek ruchowi pistolerismo, który przyniósł duże straty po obu stronach.
W 1922 w Berlinie powstało Międzynarodowe Stowarzyszenie Robotników, do którego wstąpiła CNT. Wraz z nadejściem dyktatury Miguela Primo de Rivery związek został zdelegalizowany. W 1927 umiarkowana postawa CNT skłoniła niektórych członków do wystąpienia i utworzenia radykalniejszej Iberyjskiej Federacji Anarchistycznej. W kolejnych latach wpływała ona na bardziej radykalną politykę CNT.

### II Republika
Po upadku monarchii CNT początkowo wspierała rządy republikańskie. Jednak przez lata 1931–1933 poparcie to stopniowo malało. Powodem niezadowolenia były bezustanne konflikty z władzami prowokowane przez częste organizacje strajków, które doprowadziły w końcu do wybuchu dwóch wystąpień rewolucyjnych, szybko stłumionych przez władze. W tym czasie ugruntowała się pozycja CNT jako najsilniejszego związku w Katalonii. Duże wpływy miał też w Aragonii (przewyższając liczbę członków UGT) i w Andaluzji.
Napięcia pomiędzy umiarkowanym i radykalnym skrzydłem (zwolennicy zbliżenia do FAI) doprowadziły w roku 1931 do ogłoszenia przez umiarkowaną część członków Manifestu Trzydziestu (Manifiesto de los Treinta) i stworzenia przez Angela Pestañę Partii Syndykalistycznej. Podczas dwuletnich rządów koalicji Republikańskiej Partii Radykalnej i CEDA dążono do zniszczenia ruchu anarchosyndykalistycznego, prześladując jego działaczy na terenie całego kraju, zwłaszcza podczas wznieconej w październiku 1934 roku rewolucji. W trakcie jej trwania życie w La Felguera i w dzielnicy El Llano miasta Gijón udało się zorganizować zgodne z wyobrażeniami anarchistów:

Dzielnicę El Llano  urządzono według założeń ideowych CNT: uspołecznienie majątków, zniesienie władz miejskich i systemu kapitalistycznego. [...] Sytuacja ta przypominała wcześniejsze reformy w La Felguera. Aby zapewnić wyżywienie ludności, w sklepach spożywczych utworzono komitety zarządzające zapasami żywności (Comité de Abastos) do którego wchodzili przedstawiciele wybrani przez mieszkańców danej ulicy. Ich członkowie szacowali liczbę osób zamieszkujących każdą ulicę i na tej podstawie decydowali o ilości przydzielanej żywności. Szacunki te znacznie ułatwiały ustalenie zapotrzebowanie na chleb i inne produkty żywnościowe. Komitety były najważniejszym organem zarządzającym zasobami żywności, zwłaszcza zasobami mąki. (Manuel Villar. El anarquismo en la insurrección de Asturias: la CNT y la FAI en octubre de 1934)

W tym okresie do więzień trafiło ok. 30 000 osób. Zwycięski strajk środków komunikacji w Saragossie, który następnie przekształcił się w strajk generalny i trwał ponad 2 tygodnie doprowadził do zawiązania sojuszu pomiędzy CNT i UGT. Jednakże porozumienie to szybko zerwali i w kolejnych latach nie podejmowali wspólnych działań. Wybory w roku 1936 i brak porozumienia co do postawy związku w nadchodzących wyborach mocno podzieliły CNT. Część członków była zwolennikiem neutralności i nie udzielania poparcia żadnej partii. Inni opowiadali się za oddaniem głosu na Front Ludowy, który w swoich obietnicach wyborczych zapowiadał amnestię dla więźniów. Uważa się, że poparcie anarchistów dla Frontu Ludowego zadecydowało o jego zwycięstwie.

### Wojna domowa
W 1936 roku po wielu latach działalności podziemnej CNT została zalegalizowana i działała jawnie aż do zwycięstwa Franco w 1939 roku. Podczas wojny współpracowała ze stroną republikańską (chociaż nie podzielała poglądów większości ugrupowań republikańskich), wchodząc również do rządu republikańskiego Largo Caballero. Licząca ok. 2 000 000 członków CNT pozostawała wówczas najliczniejszym ugrupowaniem po stronie Republiki.
W sierpniu 1936 roku po ustabilizowaniu się frontu aragońskiego część regionu została zajęta przez frankistów. Pomimo dużego poparcia dla CNT w Aragonii represje nacjonalistów szybko rozbiły organizację. Inna część Aragonii została całkowicie wyłączona spod władzy Republiki i przejęta przez anarchosyndykalistów. Milicje CNT utrzymujące się Bajo Teruel i Huesce utworzyły komitety obrony, które zastąpiły dotychczasowe władze miejskie. Na obszarach gdzie anarchosyndykaliści mieli największe poparcie rozpoczęto proces kolektywizacji. Początkowo była ona dobrowolna, przejmowano grunty zaginionych i uciekinierów. Właściciele chcący zachować ziemię na własność nie mogli przekazywać jej osobom trzecim (poza członkami rodziny).
Kolektywizacja odniosła największy sukces w Alcañiz, Calanda, Alcorisa, Valderrobres, Fraga i Alcampel. Oprócz uspołecznienia gruntów podejmowano się wspólnej pracy na rzecz lokalnej społeczności: remonty szpitali (m.in. w Barbastro, Binéfar, La Casa de Salud Durruti), domów starców we Fradze. Zakładano też nowe szkoły m.in. Szkoła Milicji Anarchosyndykalistycznej (Escuela de Militantes Libertarios).
Dla ochrony nowych struktur związku na obszarach wiejskich zwołano nadzwyczajne zebranie regionalne, które pomimo sprzeciwu komitetu krajowego CNT (składającej się głównie z Katalończyków) stworzyło Regionalną Radę Obrony Aragonii (Consejo Regional de Defensa de Aragón). 23 grudnia 1936 roku po negocjacjach z rządem Larga Caballera (w którego skład wchodziło 4 anarchosyndykalistów) powołano do życia Krajową Radę Obrony (Consejo Nacional de Defensa). Miejsca podzielono równo pomiędzy anarchistów, socjalistów i republikanów (członkom CNT zapewniono 2 miejsca). W połowie lutego 1937 roku odbył się kongres w Caspe, w którym uczestniczyło 500 delegatów reprezentujących 80 000 aragońskich anarchosyndykalistów. Rozważano możliwość stworzenia federacji regionalnych związków zawodowych. W marcu 1937 roku na krajowym zjeździe CNT komitet krajowy związku domagał się wotum nieufności dla Regionalnej Rady Obrony Aragonii. Jednak groźba upadku całego Komitetu Regionalnego Aragonii udaremniły realizację tych zamiarów. Bratobójcze walki w Barcelonie pomiędzy republikanami i anarchistami podczas Las Jornadas de Mayo oraz upadek rządów Larga Caballera i Juana Negrina były ponurą zapowiedzią końca jedności strony republikańskiej, która przyspieszyła upadek Republiki.
Na początku czerwca 1937 roku aragońskie komórki Frontu Ludowego poparły Joaquina Ascaso na przewodniczącego Rady Obrony Aragonii. 4 tygodnie później 11. dywizja Enriuque Listera wkroczyły do Aragonii. 10 sierpnia rząd rozwiązał Radę. Oddziały Listera postępując na froncie likwidowały jednocześnie struktury organizacji anarchosyndykalistów tworzone przez ostatni rok.
Rewolucji społecznej towarzyszyła rewolucja seksualna. Organizacja Wolnych Kobiet pomagała wyzwolić się kobietom zmuszanym do prostytucji. Nigdy wcześniej kobiety nie uzyskały tak wysokiej pozycji w społeczeństwie jak wtedy, walcząc na froncie i pracując na stanowiskach dotąd im niedostępnych. Popularność idei wolnej miłości wzbudziła niepokój wśród rodziców narzeczonych. Dlatego też stworzono możliwość zawierania nieformalnych związków małżeńskich, które mogły zostać szybko rozwiązane za zgodą małżonków.

### Podczas dyktatury Franco
Po zwycięstwie nacjonalistów w 1939 roku związek został zdelegalizowany, a jego majątek przeszedł na własność państwa. W momencie rozwiązania liczył ok. 1 mln członków.
W okresie dyktatury działał w podziemiu współpracując z działaczami związku na emigracji, a do roku 1948 część członków kontynuowała walkę w partyzantce (maquis). Konflikty wewnętrzne osłabiły związek co spowodowało spadek jego popularności wśród społeczeństwa.
Ożywienie działalności nastąpiło na początku lat 60. i wiązało się ze zdobywaniem sympatyków wśród katolickich organizacji robotniczych.: Hermandad Obrera de Acción Católica (HOAC) i Juventud Obrera Católica (JOC).

### Po śmierci Franco
Pierwszy (po 1936 roku) ogólnokrajowy kongres CNT oraz pomniejsze zebrania sympatyków związku odbył się już w 1975 roku Ustalono najważniejsze zasady działalności związku jakimi miał się kierować: odmowa uczestnictwa w wyborach do Rad Pracowników, odrzucenie dotacji państwowych i od osób prywatnych.
Na pierwszym kongresie w Madrycie w 1979 roku część członków będąca zwolennikami wyborów do Rad Pracowników opuściła CNT i stworzyła Powszechną Konfederację Pracy, a następnie w 1990 roku Solidarność Robotniczą (Solidaridad Obrera).

### CNT dziś
CNT obecnie liczy 6000 członków. Nadal sprzeciwia się instytucji Rad Pracowniczych i krytykuje największe hiszpańskie związki zawodowe: UGT i Komisje Robotnicze oraz reformy praw pracowniczych. W 2005 roku rząd rozpoczął proces zwracania mienia zagarniętego UGT i CNT podczas wojny domowej. Spotyka się to z krytyką niektórych mediów i organizacji społecznych, według których rząd faworyzuje UGT. Mimo że CNT podczas wojny domowej liczył dużo więcej członków i dysponował rozleglejszą infrastrukturą od UGT, otrzymał o wiele mniejsze odszkodowanie. W czerwcu 2006 roku CNT i FAI wspólnie obchodzili 70. rocznicę Rewolucji Hiszpańskiej podczas której organizowali wykłady, dyskusje, projekcje filmów, wystawy oraz występy muzyczne.
W 1987 roku przy CNT powstała Fundacja Studiów Wolnościowych im. Anzelmo Lorenzo (Fundación de Estudios Libertarios Anselmo Lorenzo), instytucja kulturalna zajmująca się dziedzictwem CNT w tej dziedzinie (m.in. archiwizowanie dokumentów, książek, publikacje itp.) Fundacja wydaje biuletyn „Bicel”. Hymnem CNT jest anarchistyczna pieśń „A las barricadas”, a organem prasowym całego związku czasopismo „CNT”. Związki zawodowe z sektora medialnego wydają biuletyn „La tira de papel”. Federacja Regionalna Katalonii publikuje własne czasopismo „Solidaridad Obrera”.
W ostatnich latach CNT brała udział w strajku Mercadona (najdłuższy w historii strajk w Katalonii) oraz strajku metra w Madrycie, który spotkał się z dużym poparciem innych związków zawodowych i organizacji społecznych.